# Mistrzostwa Świata w Narciarstwie Alpejskim 2007
39. Mistrzostwa świata w narciarstwie alpejskim odbywały się od 2 do 18 lutego 2007 w Åre. W tej szwedzkiej miejscowości mistrzostwa odbyły się po raz drugi, poprzednio zawodnicy rywalizowali tu w 1954 roku. Mistrzostwa świata otworzył król Szwecji Karol XVI Gustaw. W klasyfikacji medalowej triumfowali reprezentanci Austrii, którzy zdobyli dziewięć medali, po trzy każdego koloru.
Międzynarodowa Federacja Narciarska (FIS) wybrała organizatora tych mistrzostw w 2002 roku. Pozostałymi finalistami były norweskie Lillehammer oraz francuskie Val d’Isère, które ostatecznie zorganizowało Mistrzostwa Świata w Narciarstwie Alpejskim 2009.
Były to pierwsze mistrzostwa świata, podczas których rozegrano superkombinację (jeden przejazd biegu zjazdowego i jeden slalomu).

## Reprezentacje uczestniczące w mistrzostwach
W mistrzostwach tych wystartowało łącznie 451 zawodników z 60 krajów.
| - Andora (2) - Argentyna (1) - Armenia (7) - Austria (26) - Australia (5) - Belgia (5) - Bośnia i Hercegowina (9) - Brazylia (3) - Bułgaria (4) - Chile (4) - Chiny (10) - Chorwacja (10) - Cypr (3) - Czechy (14) - Czarnogóra (1) - Dania (6) - Estonia (2) - Finlandia (12) - Francja (23) - Ghana (1) | - Grecja (2) - Gruzja (3) - Hiszpania (6) - Holandia (4) - Iran (9) - Irlandia (4) - Islandia (10) - Izrael (1) - Japonia (6) - Kanada (20) - Kazachstan (7) - Kirgistan (7) - Litwa (3) - Liban (4) - Liechtenstein (5) - Luksemburg (2) - Łotwa (8) - Macedonia (6) - Mołdawia (3) - Monako (1) | - Niemcy (18) - Norwegia (8) - Nowa Zelandia (8) - Polska (6) - Rosja (6) - Rumunia (3) - San Marino (2) - Senegal (1) - Serbia (6) - Słowacja (4) - Słowenia (16) - Stany Zjednoczone (18) - Szwecja (19) - Szwajcaria (14) - Turcja (4) - Ukraina (2) - Uzbekistan (4) - Węgry (8) - Wielka Brytania (4) - Włochy (24) |

## Wyniki

### Mężczyźni
| Konkurencja               | Data      | Złoto              | Czas    | Srebro          | Czas    | Brąz                 | Czas    |
| Supergigant szczegóły     | 6 lutego  | Patrick Staudacher | 1:14,30 | Fritz Strobl    | 1:14,62 | Bruno Kernen         | 1:14,92 |
| Superkombinacja szczegóły | 8 lutego  | Daniel Albrecht    | 2:28,99 | Benjamin Raich  | 2:29,07 | Marc Berthod         | 2:29,23 |
| Zjazd szczegóły           | 11 lutego | Aksel Lund Svindal | 1:44,68 | Jan Hudec       | 1:45,40 | Patrik Järbyn        | 1:45,65 |
| Slalom gigant szczegóły   | 14 lutego | Aksel Lund Svindal | 2:19,64 | Daniel Albrecht | 2:20,12 | Didier Cuche         | 2:20,56 |
| Slalom szczegóły          | 17 lutego | Mario Matt         | 1:57,33 | Manfred Mölgg   | 1:59,14 | Jean-Baptiste Grange | 1:59,54 |

### Kobiety
| Konkurencja               | Data      | Złoto           | Czas    | Srebro                | Czas    | Brąz           | Czas    |
| Supergigant szczegóły     | 6 lutego  | Anja Pärson     | 1:18,85 | Lindsey Kildow        | 1:19,17 | Renate Götschl | 1:19,38 |
| Superkombinacja szczegóły | 9 lutego  | Anja Pärson     | 1:57,69 | Julia Mancuso         | 1:58,50 | Marlies Schild | 1:58,54 |
| Zjazd szczegóły           | 11 lutego | Anja Pärson     | 1:26,89 | Lindsey Kildow        | 1:27,29 | Nicole Hosp    | 1:27,37 |
| Slalom gigant szczegóły   | 13 lutego | Nicole Hosp     | 2:31,72 | Maria Pietilä-Holmner | 2:32,57 | Denise Karbon  | 2:32,69 |
| Slalom szczegóły          | 14 lutego | Šárka Záhrobská | 1:43,91 | Marlies Schild        | 1:44,02 | Anja Pärson    | 1:44,07 |

### Drużynowo
| Konkurencja                     | Data      | Złoto | Srebro                                                                                               | Brąz |
| Rywalizacja drużynowa szczegóły | 18 lutego | Austria · Renate Götschl · Michaela Kirchgasser · Marlies Schild · Mario Matt · Fritz Strobl · Benjamin Raich | Szwecja · Anja Pärson · Anna Ottosson · Jens Byggmark · Patrik Järbyn · Hans Olsson · Markus Larsson | Szwajcaria · Sandra Gini · Rabea Grand · Nadia Styger · Fabienne Suter · Daniel Albrecht · Marc Berthod |

## Tabela medalowa
| Lp. | Państwo           | złoto | srebro | brąz | razem |
| --- | ----------------- | ----- | ------ | ---- | ----- |
| 1   | Austria           | 3     | 3      | 3    | 9     |
| 2   | Szwecja           | 3     | 2      | 2    | 7     |
| 3   | Norwegia          | 2     | -      | -    | 2     |
| 4   | Szwajcaria        | 1     | 1      | 4    | 6     |
| 5   | Włochy            | 1     | 1      | 1    | 3     |
| 6   | Czechy            | 1     | -      | -    | 1     |
| 7   | Stany Zjednoczone | -     | 3      | -    | 3     |
| 8   | Kanada            | -     | 1      | -    | 1     |
| 9   | Francja           | -     | -      | 1    | 1     |